# جون كوك (سياسي كندي)
جون كوك هو سياسي كندي، ولد في 28 نوفمبر 1791 في ساوث دونداس في كندا، وتوفي في 8 نوفمبر 1877.